# Fibik oliwkowy
Fibik oliwkowy (Sayornis phoebe) – gatunek małego ptaka z rodziny tyrankowatych (Tyrannidae), zamieszkujący Amerykę Północną. Monotypowy. Nie jest zagrożony wyginięciem.
Ze stanów Alabama, Georgia, Tennessee i Wirginia wykazano szczątki kopalne fibika oliwkowego, łącznie datowane na wiek 126–12 tys. lat.

## Taksonomia
Gatunek po raz pierwszy pod nazwą [Muscicapa] Phoebe opisał w 1790 roku angielski ornitolog John Latham zastępując nazwę nadaną przez niemieckiego przyrodnika Johanna Friedricha Gmelina w 1789 roku. Jako miejsce typowe odłowu holotypu Latham wskazał Nowy Jork.

## Morfologia
WyglądWierzch szarawoczarny. Głowa, skrzydła i ogon nieco ciemniejsze niż grzbiet. Spód białawy z jasnożółtym nalotem. Dziób czarny. Obie płci podobne. U młodych ptaków rdzawe paski na skrzydłach, żółty odcień na spodzie ciała.
RozmiaryDługość ciała 14–17 cm, rozpiętość skrzydeł 26–28 cm. Masa ciała 16–21 g.

## Zasięg występowania
W sezonie lęgowym północno-zachodnia, środkowa i wschodnia część Ameryki Północnej – od północno-zachodniej Kanady po południowo-wschodnią Kanadę i na południe po południowo-wschodnie i południowo-środkowe USA. Zimę spędza w południowo-wschodniej i południowo-środkowej części USA i dalej na południe po południowy Meksyk.

## Ekologia i zachowanie

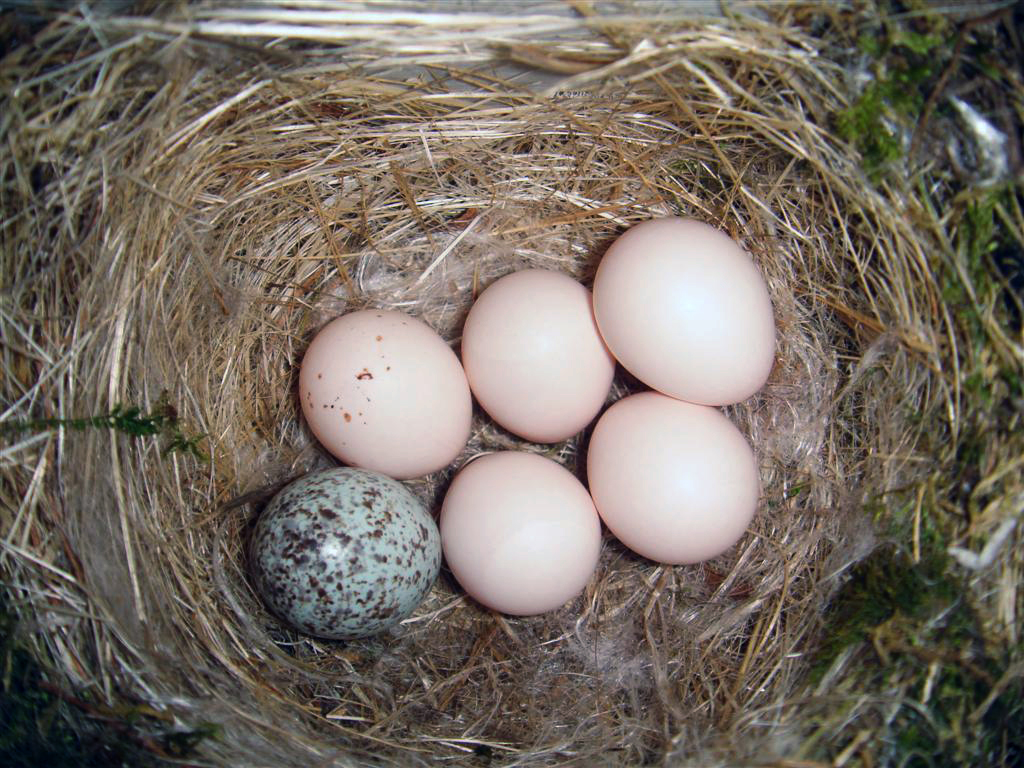
Gniazdo z jajami fibika oliwkowego oraz podrzuconym jajem starzyka brunatnogłowego

Pierwsza tyranka wiosną powracająca nad strumienie, w pobliże mostów i farm, gdzie gniazduje. Siedząc wyprostowana, kiwa ogonem.
Żywi się głównie owadami latającymi, takimi jak osy, chrząszcze, ważki, motyle, ćmy, muchówki czy cykady, ale zjada też pająki, kleszcze czy krocionogi, sporadycznie drobne owoce i nasiona.
W sezonie wyprowadza 1 lub 2 lęgi. Gniazdo zakłada w szczelinie, pod nawisem lub okapem budynków, mostów i innych obiektów sztucznych, gdzie pisklęta będą chronione przed warunkami pogodowymi i częściowo przed drapieżnikami. Zanim te obiekty stały się powszechnie dostępne, fibiki oliwkowe wykorzystywały do gniazdowania wychodnie skalne; niekiedy nadal tam gniazdują. Budową gniazda zajmuje się wyłącznie samica. Budulec stanowią błoto, mech i liście zmieszane z łodygami traw i sierścią zwierząt. Gatunek ten często wykorzystuje gniazda z poprzednich lat. W zniesieniu 2–6 (najczęściej 5) białawych jaj, niekiedy nakrapianych czerwonawo-brązowo. Okres inkubacji trwa 15–16 dni. Wysiadywaniem zajmuje się wyłącznie samica, ale pisklęta karmione są przez oboje rodziców. Młode opuszczają gniazdo po 16–20 dniach od wyklucia. Pasożytem lęgowym tego gatunku jest starzyk brunatnogłowy (Molothrus ater).

## Status
IUCN uznaje fibika oliwkowego za gatunek najmniejszej troski (LC, Least Concern) nieprzerwanie od 1988 roku. Organizacja Partners in Flight w 2017 roku szacowała liczebność populacji na około 32 miliony dorosłych osobników. Trend liczebności populacji uznawany jest za wzrostowy.